# 月部
月部，為漢字索引中的部首之一，康熙字典214個部首中的第七十四個（四劃的則為第十四個）。月部通常是從上、下、左、右方均可為部字。中國大陸現在所使用的簡化字將寫作「⺼」的肉部漢字一併歸入月部。

## 部首單字解釋
1.地球的衛星，月球。
2.曆法的單位（陽曆、陰曆），一年分為十二個月。
3.姓。見萬姓統譜 · 一一六。
4.形容圓形的事物。

## 字形

甲骨文
金文
大篆
小篆

## 名稱
- 漢語：月部（拼音：yuèbù　注音：ㄩㄝˋ ㄅㄨˋ）
- 日語：
- 朝鲜語：
- 越南語：Bộ nguyệt (部月)

## 字例
| 除部首外之筆劃 | 字例 -{            |
| -------------- | ------------------ |
| 0              | 月                 |
| 2              | 有                 |
| 4              | 㬳朊朋朌服         |
| 5              | 朎朏朐朑           |
| 6              | 㬴㬵朒朓朔朕       |
| 7              | 㬶㬷朚望朖朗朘朙𣍲 |
| 8              | 㬸朜朝朞期𣎀𣎃     |
| 9              | 朡𣎊朠             |
| 10             | 㬺㬻𣎏朢           |
| 11             | 㬼㬽㬾膤𣎖         |
| 12             | 㬿𣎢𣎞朣朤朥       |
| 13             | 㭀𣎣𣎦             |
| 14             | 朦                 |
| 16             | 朧 }-              |